# دريجة حزامية الأقدام
دريجة حزامية الأقدام أو دريجة طّولية (الاسم العلمي: Calidris himantopus) (بالإنجليزية: Stilt Sandpiper)‏ هو نوع من الطيور يتبع جنس الدريجة من فصيلة دجاج الارض.